# Lispe nasoni
Lispe nasoni är en tvåvingeart som beskrevs av Stein 1898. Lispe nasoni ingår i släktet Lispe och familjen husflugor. Inga underarter finns listade i Catalogue of Life.